# Commissione nazionale dei comitati dei lavoratori
La Commissione nazionale dei comitati dei lavoratori (in inglese, National Caucus of Labor Committees, NCLC) è un movimento politico statunitense fondato e diretto da Lyndon LaRouche.
L'organizzazione nacque nel 1968 come Comitato dei lavoratori della SDS (in inglese, SDS Labor Committee), ovvero come corrente interna del movimento Students for a Democratic Society. Cambiò il suo nome nel 1969 in National Caucus of Labor Committees dopo l'espulsione di LaRouche e dei suoi affiliati dalla SDS. Attualmente è definita come una "associazione filosofico-legale", costretta nel ruolo dalle "continue operazioni COINTELPRO  aventi per obiettivo la NCLC e lo U.S. Labor Party condotte dall'FBI e dai suoi vari affiliati pubblici e privati".
L'associazione poneva e pone tutt'oggi come proprio principio morale la ridefinizione del concetto di "interesse personale" su una base meno materialista e maggiormente informata ad una condotta religiosa. L'azione politica si concreta nell'assicurare "giustizia per i popoli dei Paesi in via di sviluppo, per i poveri negli Stati Uniti, per i contadini ingiustamente depauperati e così via", difendendoli dalle "tipologie di male dilagante, esemplificato fra gli altri da Henry Kissinger e i suoi malvagi complici".

## I primi anni di vita (1969 - 1972)
Il giornalista statunitense Dennis King descrive come "altamente regolamentata" la vita interna della NCLC: i membri dovevano lasciare il proprio lavoro, annullare la propria vita privata (in certi casi addirittura abbandonando famiglia ed amici) e dedicarsi devotamente al gruppo e al suo leader. Il senso di lealtà e conformazione agli stessi veniva inoltre rafforzato tramite una tecnica di autodisciplina chiamata "spoliazione dell'io" (o "ego stripping"). Il movimento sviluppò inoltre un proprio gergo e progetti molto ambiziosi:
Per King, la base dottrinaria della NCLC era nei primi tempi un misto di marxismo-leninismo, cospirazionismo e fatalismo:

## L'operazione «Mop up» (1972 - 1973)

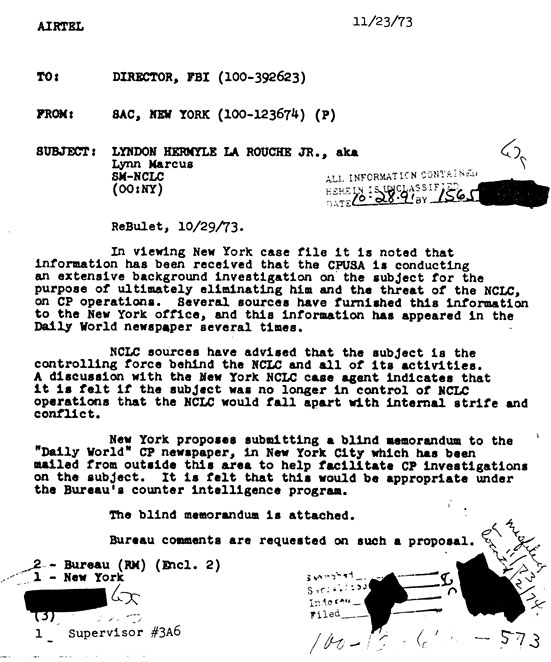
La circolare interna dell'FBI (1973) che prova l'aiuto di questa al Partito Comunista degli Stati Uniti d'America, intenzionata ad "eliminare" politicamente LaRouche.

Intorno al 1973, la NCLC iniziò ad adottare tattiche violente e destabilizzanti per assumere l'egemonia delle forze rivoluzionarie. Vennero posti in essere veri e propri assalti brutali ai militanti delle altre forze di sinistra, in particolare il Partito Comunista degli Stati Uniti d'America. Sulla lista dei "nemici" finì anche l'SWP, "reo" di aver fornito aiuto alle vittime delle aggressioni. Le aggressioni avvenivano con mazze, catene, nunchuka e in taluni casi a mani nude.
Secondo la ricostruzione di Dennis King, gli eventi degenerarono quando la NCLC annunciò una conferenza a Philadelphia per la costruzione di una organizzazione a favore di disoccupati e bisognosi. Il Partito Comunista degli Stati Uniti d'America ed altri gruppi locali tentarono di boicottare la conferenza, accusando di razzismo la NCLC. I leader di quest'ultima reagirono infuriati:
All'apertura della conferenza, il CPUSA costituì dei picchetti nelle zone a maggioranza nera che equiparavano la NCLC al Ku Klux Klan, in un ultimo tentativo di boicottare l'evento. Al contrario, la conferenza riuscì ad attrarre varie centinaia di persone. Tuttavia, continua King:
Secondo l'autobiografia di LaRouche, gli alterchi violenti fra la sua organizzazione e la New Left in generale iniziarono nel 1969 - ben prima dunque della cosiddetta "Operazione Mop Up". La Rouche scrive che:
LaRouche ha poi accusato anche l'FBI di orchestrare, assieme alla leadership del Partito Comunista degli Stati Uniti d'America, la sua eliminazione.
L'Operazione "Mop Up" si fermò dopo vari arresti operati dalla polizia a New York, Buffalo, Philadelphia e Boston di militanti dell'NCLC, accusati di aggressione, e dopo che il CPUSA, l'SWP ed altri gruppi di sinistra organizzarono gruppi comuni di difesa e cominciarono a vincere i primi scontri con le squadre della NCLC.

## Il «caso White» (1974)
Nel dicembre del 1973, iniziarono a circolare voci riguardanti un possibile complotto contro la NCLC e il suo leader Lyndon LaRouche: il KGB (con la collaborazione dell'MI5) avrebbe infatti rapito Cristopher White (che tra l'altro era il nuovo compagno della seconda ex-moglie di LaRouche) al fine di sottoporlo ad un lavaggio del cervello e "programmarlo" per uccidere LaRouche. I giornalisti statunitensi Joel Bellman e Chip Berlet così ricostruiscono la vicenda:
Il 20 gennaio 1974, il New York Times pubblicò alcune testimonianze di alcuni ex-membri della NCLC che sembravano sconfessare quanto affermato da LaRouche. In realtà, secondo il resoconto, fu LaRouche ad imporre loro un lavaggio del cervello affinché ammettessero di essere stati "condizionati" dai servizi segreti. Il gruppo di LaRouche confermò invece le accuse e rese pubblica in una conferenza stampa la sua versione del "caso White". King così ricostruisce quei momenti:

## Dal 1974 in poi
A partire dalla metà degli anni settanta, la NCLC abbandonò le posizioni marxiste per abbracciare la strategia protezionista del sistema americano. LaRouche iniziò a cercare contatti con i gruppi di estrema destra ed antisemiti (fra cui la potente Liberty Lobby) per poter stabilire una alleanza tattica contro l'imperialismo capitalista e gli interessi delle banche. Molti degli iscritti continuavano tuttavia a considerarsi di "sinistra".
Tuttavia nel periodo 1973-1976 si assiste ad un continuo abbandono di iscritti, in parte giustificato da motivazioni politiche (i contatti con organizzazioni di destra, se non apertamente razziste come il Ku Klux Klan) ed in parte giustificato dalla creazione di nuove piattaforme politiche (come lo U.S. Labor Party o il National Democratic Policy Committee).
Nel 1975, la NCLC si schiera in difesa del presunto criminale di guerra nazista John Demjanjuk (poi prosciolto nel 1988 dalla Corte suprema israeliana), manifestando a Cleveland assieme a varie organizzazioni neo-naziste.
Verso i primi anni ottanta, la NCLC viene accusata di essere una associazione di stampo neo-nazista,  di avere collegamenti con il crimine organizzato e di vari altri reati gravi, fra cui: spionaggio sia per fini interni, sia per conto di Paesi terzi; illeciti nelle raccolte fondi per sostenere le candidature alla presidenza di LaRouche; bancarotta fraudolenta, falso in bilancio ed altri reati economici.
Ad oggi l'associazione continua ad essere attiva come parte del Movimento LaRouche.